# 竹一船队
竹一船队（日语：竹一船団）是第二次世界大战时期日本军的护送船队之一。作为被称作“竹船队”的一系列运输船队中最早也是最完善的一支，此船队承担将2个步兵师团运送至菲律宾和新几内亚西部来加强日本本土防御阵地的任务，1944年4月17日从中國上海出港。同年4月26日和5月6日遭到美国海军潜艇的攻击，船队中4艘运输船沉没，超过3,200名日本士兵死亡。残余的船队将目的地变更为哈马黑拉岛，并在此卸下幸存的士兵和武器装备。
竹一船队的失败，在战略层面上对整个东亚战局产生了巨大的影响。由于两个师团的兵力并未输送到目的地，最终迫使日本军大本营做出防线后撤超过600英里（970）的决定。此外，几乎所有的师团在此时都已遭到过重创，其后那些与美国陆军部队交战过的师团也最终不能参与日本本土的防卫。

## 概要
竹一船队是作为被称为“竹輸送”的一系列紧急运输作战中（也被称为竹船队）最早同时也是最完备的一次。主要担负将大日本帝国陆军第三十二师团和第三十五师团运往菲律宾以及新几内亚西部的任务。1944年（昭和19年）4月下旬由中国上海港出发。船队尽管配置了多艘护航舰艇，但还是分别于4月26日和5月6日遭受美国海军潜水艇的鱼雷攻击，导致4艘运输船被击沉（4月26日被击沉1艘，5月6日被击沉3艘），超过3,200名日本士兵死亡。幸存的船队依照命令变更目的地，将余下的人员和物资卸载在哈马黑拉岛。

## 背景

### 绝对国防圈设想
1943年（昭和18年）9月，日本海军和日本陆军同意沿所谓的日本绝对国防圈建立防御阵地。绝对国防圈将从马里亚纳群岛到加罗林群岛。新几内亚岛西部的盖尔文克湾（现鸟头湾）到班达海和弗洛勒斯海海域制定为最前线。由于此时在防卫线上几乎没有部署陆军部队，因此大本营计划从中国战线以及满洲地区调运作战部队专门用于空军基地的防卫，使其形成的日本防卫计划的基础。部队运输行动在1944年（昭和19年）3月之后正式展开。
对中部太平洋方面（马里亚纳群岛和加罗林群岛）的增援作战被命名为“松输送”，对豪北方面（日語簡稱澳洲為「豪」，此處指稱新几内亚西部等荷属东印度东部地区）的增援作战则被命名为“竹输送”。这些作战行动代号，源自在日本有着好兆头的三种植物“松、竹、梅”，日本军方效仿之前成功接收到德国突破封锁的“柳输送”行动而起名。
然而，由于船只装载量的不足，增援部队的运输作业被推迟。由于为加强中太平洋方面的防御力量而进行的调运行动被指定为最高优先级，其他地方预定配属的部队计划被推迟，特别是豪北方面的预定配属部队直到1944年（昭和19年）4月仍然滞留在中国。
中部太平洋的增援作战（松输送）则按原计划顺利进行。
1944年3月末，由于查雅普拉和帕劳遭到空袭，已拖延许久的豪北方面增援作战（竹输送）被迫加速进行。東条英機参谋总长为了应对急速变化的战场情势而采取“一令一动方针”（一令一動主義），积极变更部队的派遣目的地。
担心盟军会向新几内亚西部和菲律宾南部快速推进的大本营，在4月4日将预定派往帕劳的第35师团第二次输送部队（以两个步兵联队为主力）改派往新几内亚西部的马诺夸里（同时也将该师团从原计划配属的第31军改编入第2军）；将预定派往哈马黑拉岛的第32师团改派往菲律宾南部的棉兰老岛（同时也将该师团从原计划配属的第12军改编入第14军的战斗序列）。
4月9日，大本营正式发出竹船队作战命令，运送这两个师团的竹一船队在上海完成集结编组。这两个师团都是在1939年组建的，曾在中国战场上参加过众多战役。“竹一船队”是“竹船队”第一号作战的意思。另外，第35师团原有的三个步兵联队中的步兵第219联队已经与师团司令部一道作为第一轮输送部队，搭乘“松输送”的“东松5号船队”于4月上旬先行出发并在当月下旬无损失的抵达帕劳。
另外，大本营在4月10日的时候又再次变更计划，第32师团改为运送往最初预定的哈马黑拉岛。大本营所担心的是，对前线进行部队输送的难度逐渐增大，意味着将不可能在盟军部队抵达之前完成对绝对国防圈的兵力增援。因此决定将第32师团转往当时正遭受直接威胁的新几内亚岛西部和荷属东印度群岛东部以支援正在当地的第2军，而不是棉兰老岛。目的地变更的命令，在船队出发后的4月25日正式下达。

### 日本海上运输情况
至1944年初，盟军的潜艇已击沉了大量日方舰船。盟军潜艇的作战活动常得到“Ultra”的情报指引，“Ultra”通过拦截和解读编码无线电传输信息收集获得有关船只动向的情报。由于日本海军护卫船队的位置和航线情报是以日常波段进行定期广播，截获信息的盟军海军指挥官会将攻击目标的信息传递给在航路附近的潜艇部队。盟军的潜艇指挥官们可以自由地选择有利的时机对日方船队进行拦截和攻击。

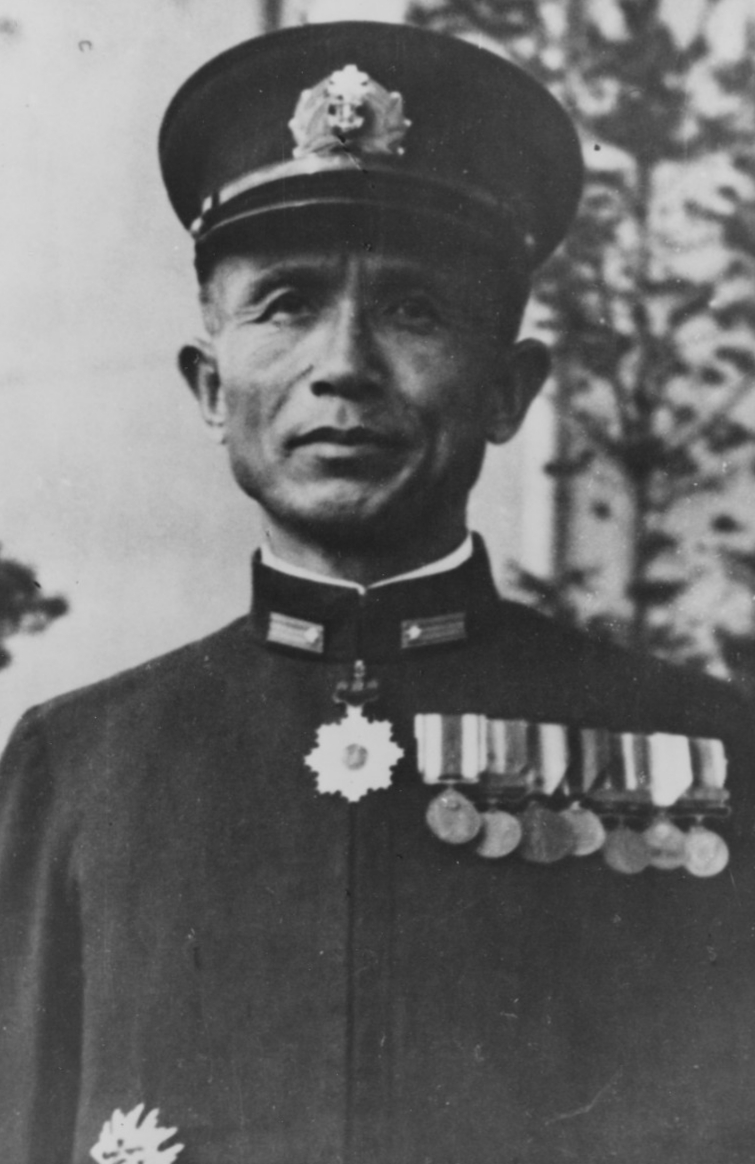
梶冈定道少将（1944年）

日本海军反潜战术的落后，是导致日方船只大幅损失的主因之一。从战前一直到太平洋战争前半段，日本海军就不太注重保护商船队防止来自水下的攻击，直到1943年之前都没有常规性的组织商船护卫船队。船队的组织性差，由于编组方面的等待和互相之间航行速度调节的稼动率低下而备受指责。1943年下半年，负责进行通商贸易船队保护的海上护卫总司令部成立，对护航船队的组成以及护航战术的研究正式进入规范化。
1944年2月期间，盟军对日方商船的攻击导致了日本方面开始变更自己运输船队的组成。在这个月中，超过10％的日本商船受到盟军水下的潜艇或空中的飞机攻击而沉没。这些损失中也包括运送增援部队至马里亚纳和加罗林群岛的运输船。日本海上护卫总司令部于是采取“大船队形式”（日语：大船団方式）的新策略，将过去5艘数量级的护送船队改为扩编至10到20艘的规模。“大船队形式”的优点在于日本海军可以为每一支护航船队分配更多的护航舰艇，在减少船队数量的同时也减少了被敌方潜艇发现的機率。新策略施行首月（1944年3月），日方船只损失量的下降使日本海军认为新策略是十分有效的。然而，根据美国海军官员第二次世界大战后的描述，这实际上是由于美国太平洋舰队的潜艇在当月被从通商破坏任务中抽调至航母特混舰队旗下支援其进行航母机动舰队行动。另外在日本方面，海上护卫总司令部也从通信分析的结果中推测美军潜艇的作战部署变化也是损失量的下降的原因之一。
1944年4月，设立了专为“松输送”而成立的特设护卫船队司令部（又称临时护卫船队司令部）。这种特设护卫船队司令部体制由于是预备向未曾参与护航行动或并无反潜作战经验的护卫船队提供高级海军士官担任指挥官，因此有可能在司令部中仅有司令官为常设职务，在船队组成之际再从其他部队抽调参谋和护卫舰艇集结而成。此外，此种体制由于没有实战兵力和参谋团队的编制，无法在日常的训练种熟悉和提高协同作战能力，因此也有难以发挥有效战力的弱点。
竹一船队为了运送两支重要的师团而开始集结9艘大型运输船只和强大的护航部队。曾参加过包括威克岛之战等作战行动的海军少将梶冈定道被任命为本次护航行动的船队指挥官。在大海指第363号令基础上设立的护卫部队由1944年4月8日新成立的特设护卫船队司令部之一——第6护卫船队司令部旗下，包括作为旗舰的老式燃煤防潜网敷设舰“白鹰”号以及3艘驱逐舰和海防舰、驱潜艇等各种小型舰艇构成。护卫舰艇在船队停留马尼拉的前后曾有大幅度的变更，这是因为依照“大海指第363号令”的布局，海上护卫总司令部的负责区域在马尼拉以北，以南则为联合舰队的负责区域。

## 航行

### 从上海到马尼拉

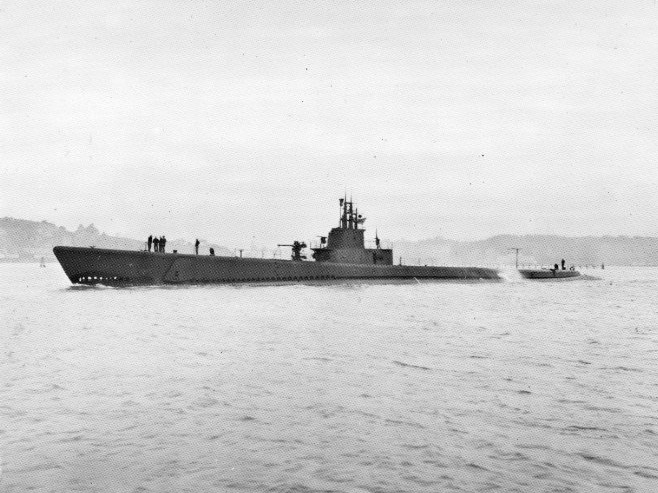
美军潜艇“鲹鱼号 (SS－259)”（1943年12月）

竹一船队4月17日从上海泗礁山锚地出发，启程前往马尼拉。此时船队的编成为运输船15艘和负责护卫的第六护卫运输舰队防潜网敷设舰“白鹰”号等驱逐舰3艘（白露、藤波、朝風）、海防舰3艘（倉橋、20号、22号）以及其他6艘舰只。运输船中第32师团使用5艘，第35师团则分配到3艘，另外还有其他七艘船伴随去往马尼拉。两个师团之外还有海军第107、第108防空队等乘船同行。依照大本营方面设想，竹一船队4月27日到达马尼拉，5月3日到达哈马黑拉，5月7日到10日在马诺夸里地区展开防线。
然而，盟军破译部门已经通过破解日军加密无线电而成功得知竹一船队出航讯息，通过截获无线电并进行解析得知了船队是向南方行驶。根据被截获的无线电信号情报，美国海军潜艇“鲹鱼”号驶向“竹一船队”，并于4月26日上午在吕宋岛西北海面发现了目标。舰长汤米·戴克斯中校试图指挥潜艇进入一个较佳的对船队攻击位置，但在躲避日军潜艇时错失良机。几分钟后，一架日军飞机发现了“鲹鱼”号并向其发起攻击，但船队并未因此特地改变航向。在发现了“白鹰”号排出的浓烟后，“鲹鱼”号在当天中午再次找到船队，并在日落前一小时浮出水面进入到攻击位置。但它再次遭到日本的军用飞机的攻击而被迫下潜。
天黑后，“鲹鱼”号再次浮出水面并在月亮落下后成功发动攻击。由于日方提高了护卫舰艇的警备性，较难攻入船队阵内，“鲹鱼”号从远距离进行了三轮攻击，共计向船队发射了19枚鱼雷。此次攻击中，排水量5,425吨的货轮“第一吉田丸”被击沉。该船载有第32师团步兵第210联队下属主力等约3,500人，联队长小池安正大佐以下2,586人当场丧生，軍旗也沉入海中。其余的日本船只继续驶往马尼拉并在4月27日到达那里。另外，美国海军方面的资料则指出在此次攻击中还击伤了另一艘运输船。

### 从马尼拉到哈马黑拉岛

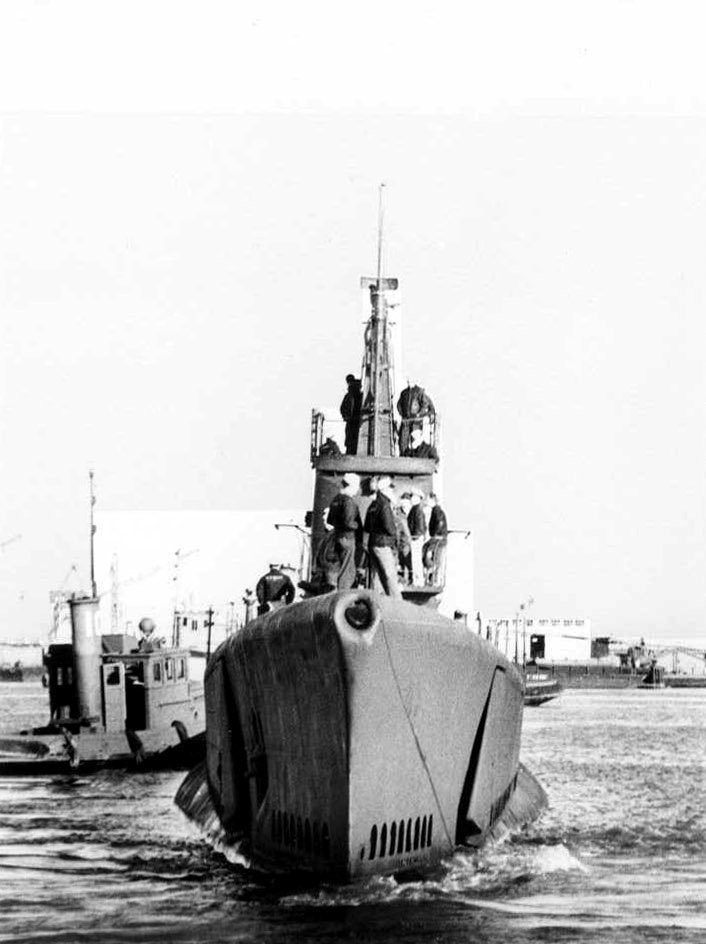
美军潜艇角鱼号 (SS－254)（1944年3月）。

5月1日，竹一船队从马尼拉出发前往新几内亚。“帝海丸”代替被击沉的“第一吉田丸”继续执行运送任务，总计8艘运输船，由防潜网敷设舰“白鹰”号（船队旗舰，司令为梶岡少将）和3艘驱逐舰（白露、藤波、五月雨）、哨戒艇等5艘负责护航。而据“白鹰”号船员回忆，防潜网敷设舰“蒼鷹”号也曾加入船队。船队更是无前例的受到第3南遣舰队的照应，因此取道预期不会有埋伏的安全路线继续航行，以减少潜艇攻击的风险。
美军通讯情报操作员再次检测到船队的离开。5月2日，分析员估计船队规模为9艘运输船和7艘护卫舰，负责运载第32师团（12,784人）和第35师团（人数不详）。由于已经解码日本陆军的船舶通信代码，因此盟军也获得了船队的路线、航速、每日午间位置和目的地等信息。这种“聪慧过人的成果”在5月2日传递到相关指挥部，由美国海军在有利位置上的潜艇负责伏击日军舰艇。
5月6日，竹一船队遭到强烈的潜艇攻击。美军潜艇“角鱼”号在西里伯斯海苏拉威西岛东北端附近海域伏击日本舰队。“角鱼”号的舰长赫布·安德鲁斯（Herb Andrews）中校采取一种谨慎的做法指挥潜艇下潜以避免被飞机发现。在他抵达射击位置四小时之后，向两艘运输船发射了六枚鱼雷。第一轮齐射只有一枚鱼雷命中目标，第二轮齐射错过了预期的目标，但其中一枚鱼雷命中了另一艘运输船。安德鲁斯中校指挥潜艇掉头后又发射了艇艉发射管中的鱼雷，并命中了第三艘运输舰。由于其中一艘日本驱逐舰掉头反击，迫使“角鱼”号放弃继续攻击。这艘驱逐舰由于高速航行下声呐无法有效地使用，尽管投下了100余枚深水炸弹，“角鱼”号仍毫发无损。日军方面，尽管有陆军第7飞行师团的一架九九式双发轻轰炸机和三架九九式军侦察机在空中进行警戒，但在船队遭到攻击时并未能探查到“角鱼”号。
两个小时后“角鱼”号上升到潜望镜深度，发现日军正在努力进行兵员和装备物资的抢救作业。当天晚上，“角鱼”号又将一艘已损伤无法继续航行的运输船击沉。“角鱼”号的攻击共击沉货船“天津山丸”（原隶属于三井船舶：6,886吨、一部分第32师团司令部、步兵第212联队本部共计3,400人）、运输船“亚丁丸”（原隶属于大洋興業：5,825吨，第三十五师团各队约2,300人）和“但马丸”（原隶属于日本郵船：6,995吨、第三十五师团步兵第220联队〈第2大队编制不足〉約2,700名）。“亚丁丸”当场沉没，由于已经有“第一吉田丸”被击沉时的教訓，航行前已经布置过将步枪和步兵炮绑在了木筏上等措施，但仍有大量的物资沉入海中。相较于此前，沉没的3艘船合計8500名兵员中，最终有約85％获救。幸存者们都被护卫舰队救起，以至于仅五月雨号一艘驱逐舰就收容了2700名陆军官兵。最终总计有1,290人丧生，同时也损失了大量装备和物资。
受到重创的竹一船队仅剩5艘运输船，临时躲避至苏拉威西岛北部的邦加岛停泊点。5月8日上午7点、船队从邦加岛停泊点出发，5月9日奉命在哈马黑拉岛瓦西勒入港。大本营放弃了继续行动，命两个师团剩余的兵力和物资装备全数在瓦西勒登陆。3艘驱逐舰（藤波、白露、五月雨）则接受了护航任务，前往巴厘巴板。船队则于5月13日从瓦西勒湾启程返回马尼拉，并于5月20日无损失的抵达马尼拉。5月21日，依照“大海指第382号令”，护航部队被解散。

## 结局
竹一船队遭到的攻击使第32师团和第35师团的战力被大幅削弱。第32师团的步兵9个营只剩5个营，炮兵4个营减少到只剩一个半营的兵力。具体就是第32师团的战力仅剩步兵2個联队（其中1个大队编制不足）、第35师团则以步兵4個大隊为基础。第35师团能够推进到哈马黑拉岛的步兵营只有四个，炮兵几乎全部损失。
竹一船队受到毁灭性的打击，令日本方面的领导们意识到已不再可能對新几内亚西部进行增援了。第2方面军司令官阿南惟几上将要求船队剩下的船只按照预定计划将第35师团运送至新几内亚，但这一请求被日本军部大本营拒绝了，由前文所述，此次运输行动至哈马黑拉岛就终止了。竹一船队的失败，也导致了大本营对绝对国防圈计划的修改。
得知“第一吉田丸”被击沉的大本营，在5月2日将绝对国防圈前沿基地的萨米和比亚克岛由绝对确保地区名单中划除，降级为持久战地区。由于此后接连遭受的损失，大本营海军部认为很难将护送运输延伸到曼诺瓦里，5月9日决定将曼诺瓦里以及盖尔文克湾一带也降级为持久战地区。在新几内亚方面新的绝对防卫战外围撤退到索龙至哈马黑拉岛间连线的后方。这意味着比起3月份的防卫计划，绝对国防圈的外围已经战略后撤了600英里（970）。第2方面军司令官阿南惟几对此决定表示反对，不顾大本营的意图于5月12日下达了应当死守曼诺瓦里的方面军命令（辉参电第306号），导致了南方军与大本营之间的严重冲突。
6月，日本海军的相关参谋人员为了调查为何竹一船队的行动事前已被探查到而被派遣至马尼拉。这些官员认为无线信号的加密是安全的，问题出在别的地方，因此他们开始讨论其他可能的解释。这些解释包括，船队启航时激增的无线电通信被盟军无线电通信分析师所察知；一个在马尼拉的日本军官不慎洩露信息；潜入马尼拉海滨的盟军间谍收集到了有关船队的组成和目的地的无线电电报等等。最终调查组开会认为，盟军间谍的通风报信导致了船队航行信息的泄漏，而于此日本军方的无线通信代码并没有作出变更。
在竹一船队之后，为了运送增援部队和军需物资到哈马黑拉岛，竹输送计划继续执行。竹二船队（别名：H25船队。运输船8艘、护卫舰3艘）于5月15日抵达哈马黑拉岛瓦西勒，竹四船队（别名：H27船队。运输船9艘、护卫舰5艘）6月5日抵达瓦西勒，竹五船队（别名：H28船队，載有第10派遣队）6月13日经哈马黑拉岛加莱拉抵达瓦西勒，这些船队均未有损失。然而，5月19日出发于宿雾岛的竹三船队（别名：H26船隊。运输船9艘、护卫舰4艘），在5月22日和23日遭到美军潜艇“魟鱼号”和“塞罗鱼号”的攻击，“天平丸”等两艘运输船被击沉，另有1艘被击伤。
竹一船队运送抵达哈马黑拉岛的第32师团和第35师团幸存部队，之后被目击到与美国陆军交战。第35师团在5月经海军舰艇的运送从哈马黑拉岛进入索龙。第35师团之后参加了比亚克岛战役和桑萨波尔战役，师团大部分自1944年9月起就困守鸟头半岛（现多贝拉伊半岛），并在此迎来终战。第32师团方面则就地驻扎成为哈马黑拉岛的驻守部队。1944年9月至10月，第32师团投入了大量的兵力尝试阻止并反击在邻近的莫罗泰岛登陆并试图建立一个前哨基地的盟军登陆部队，最终损失惨重（莫罗泰岛战役）。
1944年5月末至6月期间，大本营又向新几内亚方面发动了名为“浑作战”的运输作战，均以失败告终。

## 船队的编

### 上海至马尼拉
- 运输船[51]
  - 第32师团用 - “和浦丸（日语：和浦丸）”、“御月丸”、“伯剌西尔丸（日语：第一大福丸型貨物船）”、“天津山丸”、“第一吉田丸”
  - 第35师团用 - “但马丸”、“亚丁丸”、“阳山丸”
  - 其他 - “满洲丸”、“福洋丸”、“帝海丸”、“河南丸”、“云海丸”、“帝香丸”以及另外1艘[注释 8]
- 护卫舰艇[51]
  - 防潜网敷设舰“白鹰”（旗舰） - 第6护卫船队司令官：梶冈定道少将、临时参谋：今里义光大佐（原任职于军令部第12课）[4]
  - 驱逐舰 - “朝风（日语：朝風 (駆逐艦)）”、“白露”、“藤波”、“栗（日语：栗 (駆逐艦)）”（4月22日以后）
  - 海防舰 - “仓桥（日语：御蔵型海防艦）”、第20号海防舰、第22号海防舰
  - 炮舰 - “安宅（日语：安宅 (砲艦)）”（4月22日以前）、“宇治（日语：宇治 (砲艦)）”（4月23日以前）
  - 其他 - 第22号扫海艇（日语：第一九号型掃海艇）、第101 号扫海艇（日语：第一〇一号型掃海艇）（4月23日以后）、第37号驱潜艇（日语：第二八号型駆潜艇）、第38号驱潜艇（日语：第二八号型駆潜艇）、特设驱潜艇（日语：特設艦船）“第七玉丸”

### 马尼拉至哈马黑拉
- 运输船[注释 10]
  - 第32师团用 - “和浦丸”、“御月丸”、“伯剌西尔丸”、“天津山丸”、“帝海丸”
  - 第35师团用 - “但马丸”、“亚丁丸”、“阳山丸”
- 护卫舰艇[52][54][63][注释 10]
  - 防潜网敷设舰“白鹰”（旗舰） - 第6护卫船队司令官：梶冈定道少将、临时参谋：今里义光大佐（原任职于军令部第12课）
  - 驱逐舰 - “五月雨”、“白露”、“藤波”[96]
  - 其他 - 第102号哨戒艇（英语：USS Stewart (DD-224)）、第104号哨戒艇（日语：第104号 (哨戒艇)）、第38号驱潜艇、特设捕获网艇（日语：特設艦船）“兴岭丸”

## 注脚